# فرخ غیب‌اف
فرخ غیب‌اف (ترکی آذربایجانی: Fərrux ağa Məmmədkərim ağa oğlu Qayıbov; ۲ اکتبر ۱۸۹۱ – ۱۲ سپتامبر ۱۹۱۶) فرد نظامی و خلبان اهل امپراتوری روسیه بود.
وی همچنین برندهٔ جوایزی همچون نشان آنای مقدس (سنت آنا) شده‌است.